# 比拉诺瓦德普拉德斯
比拉诺瓦德普拉德斯，是西班牙加泰罗尼亚塔拉戈纳省的一个市镇。总面积21平方公里，总人口143人（2001年），人口密度7人/平方公里。